# Почётненский сельский совет
Почётненский сельский совет (укр. Почетненська сільська рада, крымскотат. Poçotnoye köy şurası), согласно законодательству Украины — административно-территориальная единица в Красноперекопском районе Автономной Республики Крым.
Население по переписи 2001 года составляло 2132 человека, площадь сельсовета — 57 км².
К 2014 году состоял из 2 сёл:
- Почётное
- Пятихатка

## История
Почётненский сельсовет был образован между 1960 годом, когда он ещё не существовал и 1 января 1968 года. На тот год в совет входили 6 сёл:

| - Кураевка - Почётное - Пятихатка | - Рисовое - Совхозное - Таврическое |

К 1977 году создан Совхозненский сельсовет, в который, кроме Совхозного перешли Кураевка, Рисовое и Таврическое. В Почётненский же включили Карпову Балку и Филатовку, позже выделенные в Филатовский сельсовет. С 12 февраля 1991 года сельсовет в восстановленной Крымской АССР, 26 февраля 1992 года переименованной в Автономную Республику Крым. С 21 марта 2014 года в составе Крыма аннексирован Россией. Законом «Об установлении границ муниципальных образований и статусе муниципальных образований в Республике Крым» от 4 июня 2014 года территория административной единицы была объявлена муниципальным образованием со статусом сельского поселения.